# Jean-Pierre Haigneré
Jean-Pierre Haigneré (Párizs, 1948. május 19. –) francia űrhajós, a francia légierő tábornoka.

## Életpálya
1971-ben szerzett műszaki diplomát a légierő Akadémiáján. 1973-tól 1980-ig a légierőben vadászpilótaként végzett szolgálat után, a Mirage 2000 berepülőpilótája volt. 5500 órát repült, 105 különböző repülőgéppel, berepülőpilótaként 1500órát töltött a levegőben. Vezetheti az Airbus A300, az Airbus A320 szállító-repülőgépeket. 
1985. szeptember 9-től részesült űrhajóskiképzésben. Összesen 209 napot, 12 órát és 25 percet töltött a világűrben. Az űrállomáson kívül egy alkalommal 6 órát és 37 percet töltött szereléssel. Űrhajós pályafutását 2003 májusában fejezte be. Visszavonulását követően a Launchers ESA Igazgatóságának tanácsadója, légi közlekedési-szakértő.

## Űrrepülések
- Szojuz TM–17 fedélzetén 1993. július 1-jén indult a Mir űrállomásra, ahol rövid ideig teljesített kutatóűrhajós szolgálatot. A Szojuz TM–16 mentő űrhajóval 1993. július 22-én hagyományos úton – ejtőernyős leereszkedés – érkezett vissza a Földre.
- Szojuz TM–29 űrhajóval 1999. február 20-án egy hosszú távú program végrehajtására érkezett a Mir űrállomásra.

### Tartalékpilóta
- Szojuz TM–15 kutatóűrhajós, Michel Tognini tartaléka.
- Szojuz TM–27 kutatóűrhajós, Léopold Eyharts tartaléka.

## Kitüntetések
- Az ő és felesége emlékét őrzi a 135268-as aszteroid neve.